# Dying Light
Dying Light é um jogo eletrônico de survival horror onde se retrata um apocalipse zumbi. Foi produzido pela Techland e publicado pela Warner Bros. Interactive Entertainment, seu anúncio aconteceu em maio de 2013, e eventualmente foi lançado em janeiro de 2015 para PlayStation 4, Xbox One, Microsoft Windows e distribuições Linux (SteamOS). O jogo estava planejado para ser lançado em PlayStation 3 e Xbox 360, porém tais conversões foram canceladas devido as limitações de hardware.

## Gameplay
É um jogo do gênero survival horror, em conjunto com um vasto e perigoso mundo aberto. Durante o dia, os jogadores percorrem em um ambiente urbano expansivo invadido por um surto vicioso, procurando pelo mundo suprimentos e elaborando armas para se defender contra a crescente população infectada. À noite, o caçador torna-se caçado, os infectados tornam-se agressivos e mais perigosos. Mais assustador são os voláteis (uma espécie de zumbi muito mais agressiva e forte que os tradicionais, porém fracos à luz UV) que aparecem somente após o anoitecer. Os jogadores devem usar tudo em seu poder para sobreviver até a primeira luz da manhã.
Uma das características marcantes do jogo é a forma como a personagem se movimentará no ambiente, claramente o seu estilo foi inspirado no parkour, possibilitando que sejam feitos saltos entre edifícios, escalar muros e até usar como apoio os corpos de zumbis para escapar.
Em Dying Light haverá a possibilidade de partidas online com multiplayer de até quatro jogadores. Na sua pré estreia será disponibilizado um pacote especial para que o jogador tenha a possibilidade de tomar o controle como um zumbi modificado, com o objetivo de destruir jogadores com personagens humanas.

## Desenvolvimento e lançamento
No início Dying Light começou como o que seria uma continuação de Dead Island, mas a produtora acrescentou muitas funcionalidades diferentes, resolvendo lançar como um jogo separado da série.
A princípio foi anunciado que Dying Light seria lançado em 2014, mas devido à possibilidade de expandir o jogo e incluir grandes inovações ao gênero de jogo de zumbi, o seu lançamento foi adiado para 27 de janeiro de 2015.